# Aleksander Rewerowski
Aleksander Marian Rewerowski vel Rothkähl (ur. 4 września 1897 w Brylińcach, zm. 6 maja 1958 w Kluczborku) – major piechoty Wojska Polskiego.

## Życiorys
Urodził się 4 września 1897 w Brylińcach, w ówczesnym powiecie przemyskim Królestwa Galicji i Lodomerii, w rodzinie Karola i Ludwiki z Szeparowiczów. Był młodszym bratem Emila ps. „Rewera” (1896–1964), porucznika artylerii Wojska Polskiego, uczestnika powstania warszawskiego.
2 kwietnia 1915 został wcielony do cesarsko-królewskiej Obrony Krajowej. Walczył w szeregach 35 Pułku Piechoty Obrony Krajowej Złoczów. Początkowo walczył na froncie rosyjskim, gdzie dostał się do niewoli, z której udało mu się uciec. Później został skierowany na front włoski, gdzie został dwukrotnie ranny. W międzyczasie ukończył Szkołę Oficerów Rezerwy i oficerski kurs szturmowy.
W czasie wojny z bolszewikami walczył w szeregach 31 Pułku Strzelców Kaniowskich. 3 maja 1922 został zweryfikowany w stopniu porucznika ze starszeństwem z dniem 1 czerwca 1919 i 357. lokatą w korpusie oficerów piechoty. Później został przydzielony do Oddziału Wyszkolenia Sztabu Dowództwa Okręgu Korpusu Nr IV w Łodzi. 1 grudnia 1924 został awansowany do stopnia kapitana ze starszeństwem z dniem 15 sierpnia 1924 i 53. lokatą w korpusie oficerów piechoty. W lipcu 1925 został przeniesiony do 25 Pułku Piechoty w Piotrkowie i przydzielony do Powiatowej Komendy Uzupełnień Końskie na stanowisko oficera instrukcyjnego. W marcu 1926, w związku z likwidacją stanowiska oficera instrukcyjnego, wrócił do macierzystego pułku. W czerwcu 1933 został przeniesiony z 25 pp do Korpusu Ochrony Pogranicza. Dowodził kompanią odwodową Batalionu KOP „Dawidgródek”. 27 czerwca 1935 został awansowany na majora ze starszeństwem z dniem 1 stycznia 1935 i 7. lokatą w korpusie oficerów piechoty. W sierpniu tego roku został przeniesiony z KOP do 64 Pułku Piechoty w Grudziądzu na stanowisko dowódcy batalionu.
W 1939 dowodził I batalionem 64 pp. 1 września 1939 około godz. 20.30 zastąpił rannego ppłk. dypl. Bolesława Ciechanowskiego na stanowisku dowódcy pułku. Dowodził nim w czasie bitwy nad Ossą, podczas walk odwrotowych, a następnie w bitwie nad Bzurą. 12 września dowodzony przez niego pułku stoczył walkę o opanowanie Łowicza, „uwieńczoną pięknym sukcesem dzięki wykorzystaniu dobrze pracującej liczniejszej artylerii”. 22 września 1939 dostał się do niemieckiej niewoli. Przebywał w Oflagu VII A Murnau. W kwietniu 1945, po uwolnieniu z niewoli, wrócił do kraju. Zmarł 6 maja 1958 w Kluczborku, w czasie podróży służbowej.
Aleksander Rewerowski w 1920 ożenił się z Zofią Lichocką.
11 listopada 1966 dowodzony przez niego pułk został odznaczony Krzyżem Srebrnym Orderu Virtuti Militari.

## Ordery i odznaczenia
- Krzyż Walecznych[30]
- Srebrny Krzyż Zasługi[30][31]
- Medal Pamiątkowy za Wojnę 1918–1921
- Medal Dziesięciolecia Odzyskanej Niepodległości
- Medal Zwycięstwa[32]

18 września 1933 Komitet Krzyża i Medalu Niepodległości odrzucił wniosek o nadanie mu tego odznaczenia „z powodu braku pracy niepodległościowej”.